# Mygłownica

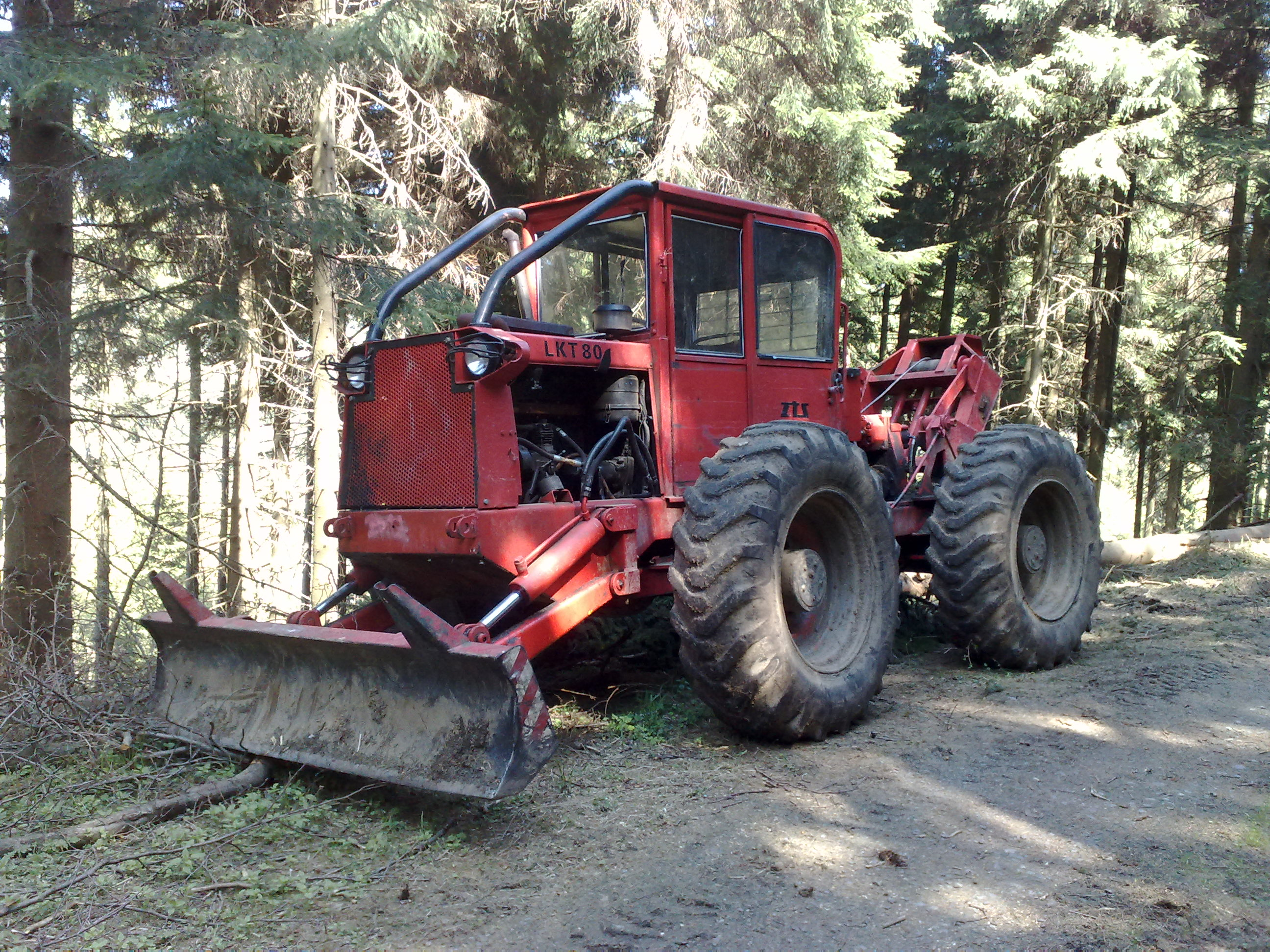
Skider z mygłownicą

Mygłownica – urządzenie montowane na ciągniku zrywkowym, służące do spychania drewna i formowania go w mygłę (stos). Prawie wszystkie skidery są wyposażone w mygłownice, często też jest montowana na forwarderach. Niektóre mygłownice wyposażone są w chwytak (sterowany hydraulicznie), który umożliwia transportowanie drewna na krótkich odcinkach.

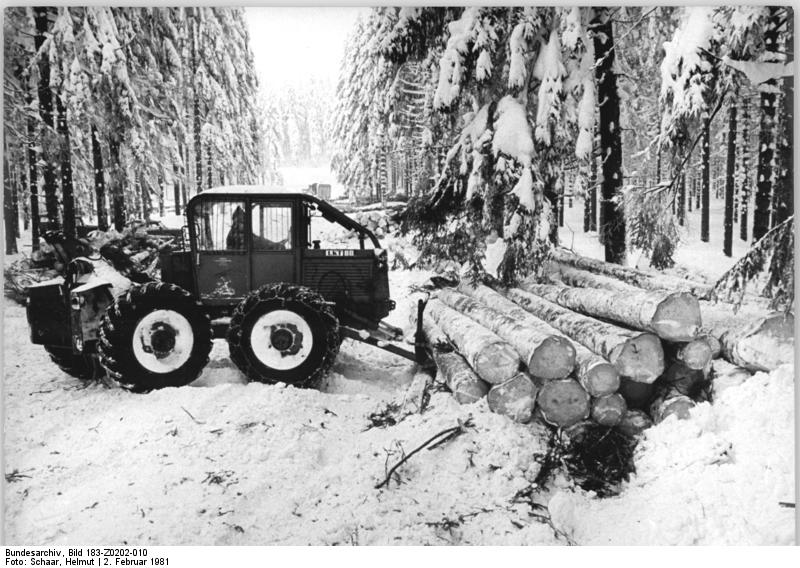
Ciągnik formujący mygłę za pomocą mygłownicy